# Храпате
Храпа́те — село в Україні, у Михайло-Коцюбинській селищній громаді Чернігівського району Чернігівської області. До 2018 орган місцевого самоврядування — Мньовська сільська рада.
Населення становить 41 особа.

## Історія
За даними на 1859 рік у на козацькому хуторі Храпатий (Воротець) Чернігівського повіту Чернігівської губернії мешкало 68 осіб (35 чоловічої статі та 33 — жіночої), налічувалось 6 дворових господарств.
12 червня 2020 року, відповідно до розпорядження Кабінету Міністрів України № 730-р «Про визначення адміністративних центрів та затвердження територій територіальних громад Чернігівської області», увійшло до складу Михайло-Коцюбинської селищної громади.
19 липня 2020 року, в результаті адміністративно-територіальної реформи та ліквідації Чернігівського району (1923—2020) Чернігівської області, увійшло до складу новоутвореного Чернігівського району.